# Joaquín Andújar
Joaquín Andújar (ur. 21 grudnia 1952 w San Pedro de Macorís, zm. 8 września 2015, tamże) – dominikański baseballista.

## Kariera
Był czterokrotnym uczestnikiem Meczu Gwiazd. W sezonie 1984 zanotował najwięcej wygranych w MLB (20), a także zdobył nagrodę Gold Glove w 1984 roku. Przez 14 lat grał w czterech klubach w zimowej LIDOM. Przeszedł na emeryturę w wieku 35 lat. Zmarł na skutek powikłań związanych z cukrzycą w wieku 62 lat.

## Nagrody i wyróżnienia
| Nagroda/wyróżnienie      | Lata                   | Źródło |
| 4× All-Star              | 1977, 1979, 1984, 1985 | [ 3 ]  |
| Gold Glove Award         | 1984                   | [ 3 ]  |
| Zwycięzca w World Series | 1982                   | [ 3 ]  |